# Lacul Karakul
Lacul Karakul kirghiză: lacul negru se află în punctul cel mai vestic al Chinei.

## Geografie
Lacul este situat în regiunea autonomă uigură „Xinjiang” la 200 de km de Kaxgar la o altitudine de 3 600 de m pe platoull Pamir. Karakul este înconjurat de munți acoperiți cu zăpadă tot timpul anului. Intre acești munți se numără: Muztagata (7.546 m), Gongger (7.649 m) și Gongger 9 (7.530 m).

## Turismul
Lacul este un loc vizitat de turiști dornici de călătorii aventuroase, și pentru peisajele deosebite pe care le oferă lacul datorită clarității imaginilor.
Pe malul lacului se află două așezări de kirghizi, și un restaurant chinez. 